# Popillia bennigseni
Popillia bennigseni är en skalbaggsart som beskrevs av Ernst Gustav Kraatz 1899. Popillia bennigseni ingår i släktet Popillia och familjen Rutelidae. Inga underarter finns listade i Catalogue of Life.